# Mariusz Głombiowski
Mariusz Głombiowski (9 lipca 1963 w Wejherowie) – polski piłkarz, grający na pozycji pomocnika.
Karierę rozpoczął w gdańskich klubach, MRKSie oraz Gedanii. Następnie reprezentował barwy Jezioraka Iława skąd na początku 1988 przeszedł do poznańskiego Lecha. Tam rozegrał 16 meczów pierwszoligowych i 2 w Pucharze Polski. Wystąpił też w dwóch meczach Pucharów Zdobywców Pucharów zaliczając trafienie w meczu z Flamurtari Vlorë. Po roku gry dla Kolejorza zdecydował się na emigracją kontynuując grę we belgijskich i francuskich klubach, kończąc karierę w 2001.